# Adamantan
Adamantan je bezbojno, kristalno hemijsko jedinjenje sa kamforu sličnim mirisom. Njegova hemijska formula je . On je cikloalkan, a isto tako najjednostavniji dijamondoid. Molekuli adamantana se sastoje od tri cikloheksanska prstena u konformaciji „stolice“. On je jedinstven po tome što je krut i nepodložan stresu. Adamantan je najstabilniji među izomerima sa formulom , što obuhvata i donekle slične tvistane. Prostorni aranžman atoma ugljenika je isti kod adamantana i kristala dijamanta. Ime ovog jedinjenja je motivisano tom činjenicom. U grč. adamantinos znači srodan sa čelikom ili dijamantaom.
Otkriće adamantana u nafti 1933 je pokrenulo novo polje hemije usmereno na studiranje sinteze i osobina poliedralnih organskih jedinjenja. Derivati adamantana su našli praktičnu primenu u lekovima, polimernim materijalima i termalno stabilnim lubrikantima.

## Literatura
- Bagrii, E.I. (1989). Adamantanes: synthesis, properties, applications. Nauka. стр. 5—57.  978-5-02-001382-7.